# Tassez-vous de d'là
Pistes de Dehors novembre
Pis si ô moins
(2) La Maladresse
(4)
Tassez-vous de d'là est une chanson du groupe québécois Les Colocs sortie en 1998. Il s'agit d'une des chansons les plus reconnues et les plus iconiques du groupe. Elle a gagné le prix SOCAN pour meilleure chanson populaire de l'année 1999. En 2022, un palmarès de Québecor Média classe Tassez-vous de d'là parmi les 100 meilleures chansons de l'histoire du Québec.
Les paroles françaises de la chanson ont été écrites par André Fortin, alias Dédé Fortin. Le refrain est chanté et composé en wolof par le chanteur dakarois El Hadji Diouf, dit Élage Diouf, dont la carrière montréalaise a été lancée par cette collaboration. André Fortin et André Vanderbiest, alias Vander, ont collaboré pour écrire la musique.

## Paroles
Tassez-vous de d'là raconte l'histoire d'un narrateur qui cherche à retrouver un ami qu'il n'a pas vu depuis longtemps, celui-ci étant plongé dans une spirale de dépendance à la drogue, notamment à l'héroïne et la cocaïne. Le narrateur se souvient de la détérioration physique et mentale de son ami, qui semblait au bord du gouffre. Il exprime sa culpabilité et son regret de l'avoir laissé seul dans cette épreuve, se qualifiant de « lâche des lâches » pour ne pas l'avoir aidé à temps. Tout au long de la chanson, il cherche le pardon, espère revoir son ami et fait face à la douleur de l'avoir abandonné dans ses moments les plus difficiles.
Le refrain intègre quelques vers en wolof : « Balma balma sama wadji/Khadjalama yonwi/Djeguelma djeguelma sama wadji/Khadjalama yonwi/Sama wadji khadjalama yonwi ». Ces paroles emblématiques, demeurées longtemps incompréhensibles pour les francophones, se traduisent approximativement par « Pardonne-moi, pardonne-moi mon ami/Conduis-moi sur le bon chemin/Soutiens-moi, soutiens-moi mon compagnon/Conduis-moi sur le bon chemin/Mon ami, conduis-moi sur le bon chemin. »

## Vidéoclip
Le vidéoclip de la chanson Tassez-vous de d’là a été sélectionné au gala de l'ADISQ en 1999. Il a été tourné à Montréal en mai 1998 sur la rue Émery. Il est composé d'un plan séquence ralenti, en noir et blanc, dans lequel on voit plusieurs dizaines de figurants sur la voie publique, dont Alain Coulombe, dit Alcatraz, un des camelots du journal L'Itinéraire.

## Version hommage
En 2018, Vander, bassiste des Colocs, a lancé une nouvelle version de Tassez-vous de d'là avec son collectif reggae-dub, Bass ma Boom Sound System. Cette version hommage, qui célèbre les 20 ans de la chanson, qui mélange des influences de joual, wolof, reggae, blues et percussions africaines. Plusieurs artistes, dont Boucar Diouf et Karim Ouellet, ont participé à la création de cette version.

## Référence
1. ↑  « Les Colocs | Discographie », sur disqu-o-quebec.com (consulté le 25 décembre 2024)
2. ↑  QUB musique, Journal de Montréal et Agence QMI, « Les 100 meilleures chansons de l’histoire du Québec », sur Le Journal de Montréal, 25 juin 2022 (consulté le 25 décembre 2024)
3. 1 2 3  Radio-Canada, « Pour ses 20 ans, une nouvelle version de Tassez-vous de d'là », sur Radio-Canada, 4 avril 2018 (consulté le 30 juillet 2025)
4. 1 2  Ralph Boncy, « Élage Diouf : Toc, toc, toc ? Entrez ! », sur L’actualité, 29 juillet 2010 (consulté le 25 décembre 2024)
5. ↑  Les Colocs – Tassez-vous de d'là (lire en ligne)
6. ↑  Hugo Dumas, « Sur les traces de Dédé Fortin », La Presse, Montréal,‎ 12 mai 2000, A3 (lire en ligne, consulté le 26 décembre 2024)
7. ↑  Yves Leclerc, Agence QMI, « Tassez-vous de d’là revisitée », sur Le Journal de Montréal, 7 mai 2018 (consulté le 25 décembre 2024)